# Juan Felipe Rico
General Juan Felipe Rico fue un militar mexicano que participó en la Revolución mexicana. Nació en la Ciudad de México, Distrito Federal el 5 de febrero de 1890. Realizó sus estudios en la Escuela Militar de Aspirantes desde 1906, donde se graduó como subteniente de infantería. Combatió el movimiento orozquista de 1912, cuando pertenecía al Batallón de Voluntarios de Xico, que comandaba Alberto Braniff; más tarde fue incorporado a la División del Norte federal, bajo las órdenes del general Victoriano Huerta. Con Joaquín Beltrán Castañares participó en la represión del intento de cuartelazo felicista en Veracruz. Alcanzó el grado de coronel federal hacia 1914, pero se retiró a la vida privada. En 1920 se integró al gobierno y Ejército Mexicano, combatiendo al delahuertismo en 1923 y el escobarismo en 1929, año en que le fue otorgado el grado de general de brigada; alcanzó el grado de general de división en 1942. 
En 1944, el presidente Manuel Ávila Camacho lo asignó gobernador del entonces Territorio Nacional de Baja California hasta 1946.
Murió el 24 de diciembre de 1977 en la Ciudad de México a los 87 años de edad.